# Petronio Rizzi
Pour les articles homonymes, voir Rizzi et Ricci.
Petronio Rizzi, ou Petronio Ricci, né vers 1791 à Bologne et mort dans la même ville vers 1845, est un peintre italien actif à Bologne.

## Biographie
Petronio Rizzi serait né à Bologne. Il est le fils de Giuseppe Rizzi (ou Ricci) et s'inscrit au cours d'ornements de l'Académie des beaux-arts de Bologne en 1806. En tant que peintre ornemaniste, il est souvent envoyé pour effectuer des décorations dans les églises de Bologne. À l'église San Benedetto (en), il peint les ornements d'une chapelle contenant une peinture de Giacomo Cavedone, tandis qu'à San Paolo Maggiore, il peint les éléments autour d'un San Mauro par Ercole Graziani le Jeune. De 1803 à 1805, Rizzi travaille au Palazzo Gozzadini avec Antonio Basoli, Gaetano Caponeri, Bartolomeo Valiani et Giuseppe Tambroni. Dans un registre du palais, il est noté que Rizzi a reçu un salaire de vingt-deux lires et dix soldi pour avoir retouché un marbre. Au Palazzo Ranuzzi Cospi à Budrio, il réalise un cabinet orné par lui-même, tandis qu'au Collegio Venturoli (it), il réalise la décoration d'une chapelle contenant une copie d'un Franceschini. 
Outre ses commandes religieuses, Rizzi documente aussi plus de 199 monuments funéraires de la Chartreuse de Bologne qu'il reproduit dans un carnet maintenant conservé au Palais de l'Archiginnasio. Il a lui-même participé à la création de plus de 40 monuments entre 1803 et 1822. Il a probablement collaboré avec Antonio Basoli dans la création d'un décor au Teatro comunale à Bologne. Dans le guide de la ville de Bologne de Girolamo Bianconi, il est mentionné que Rizzi était déjà mort en 1845.

## Œuvres

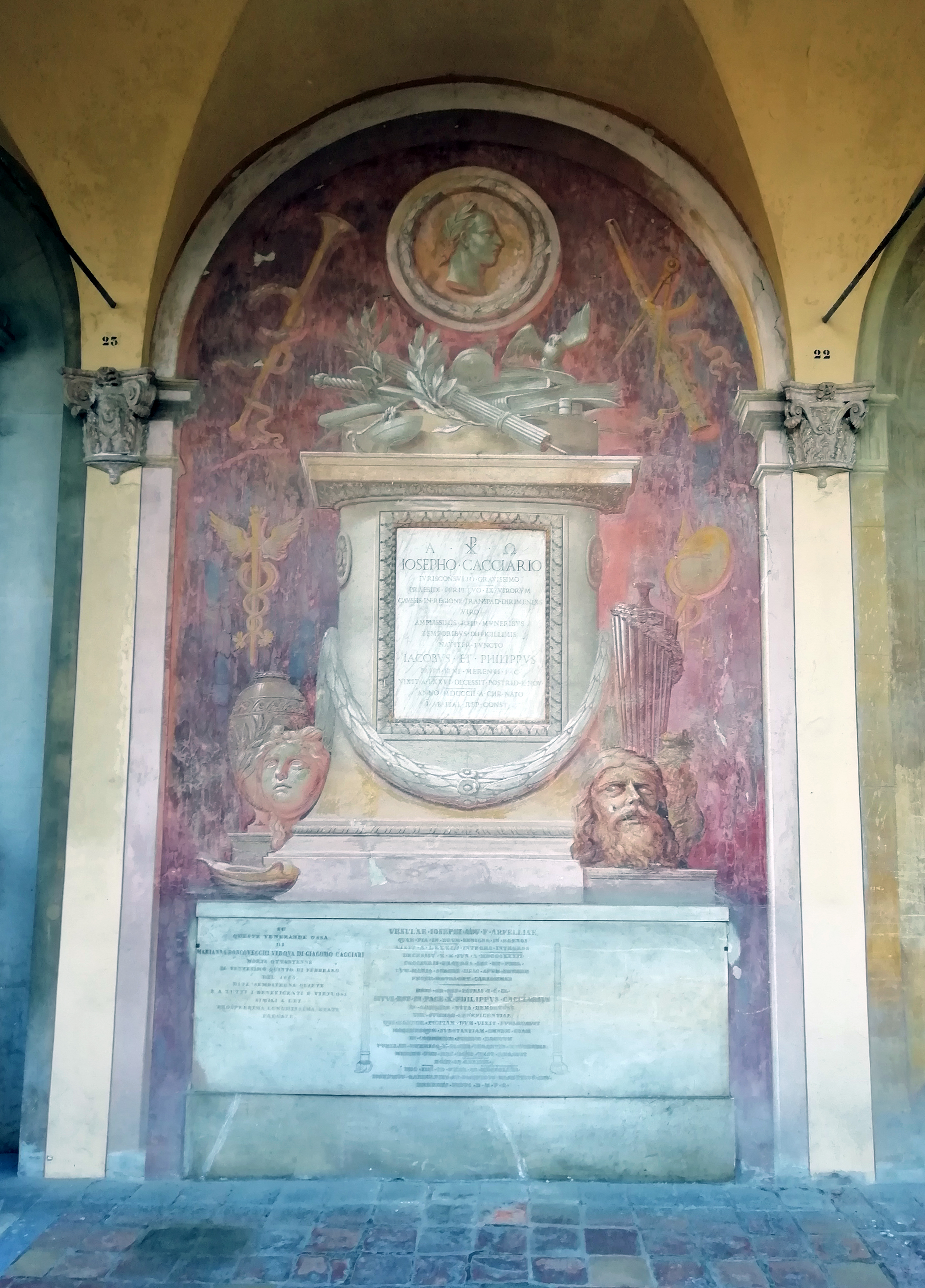
Monument à Giuseppe Cacciari.

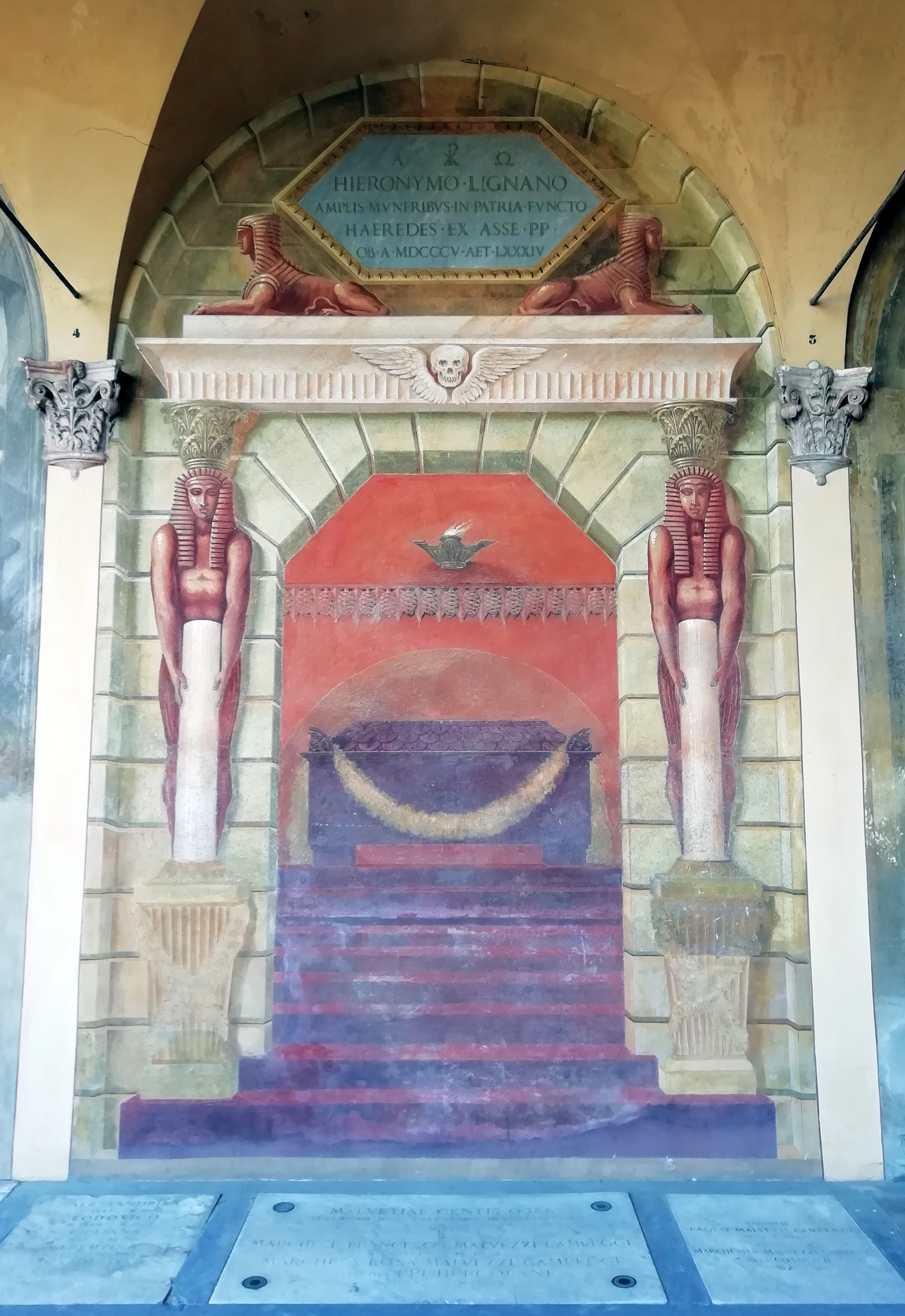
Monument à Girolamo Legnani.

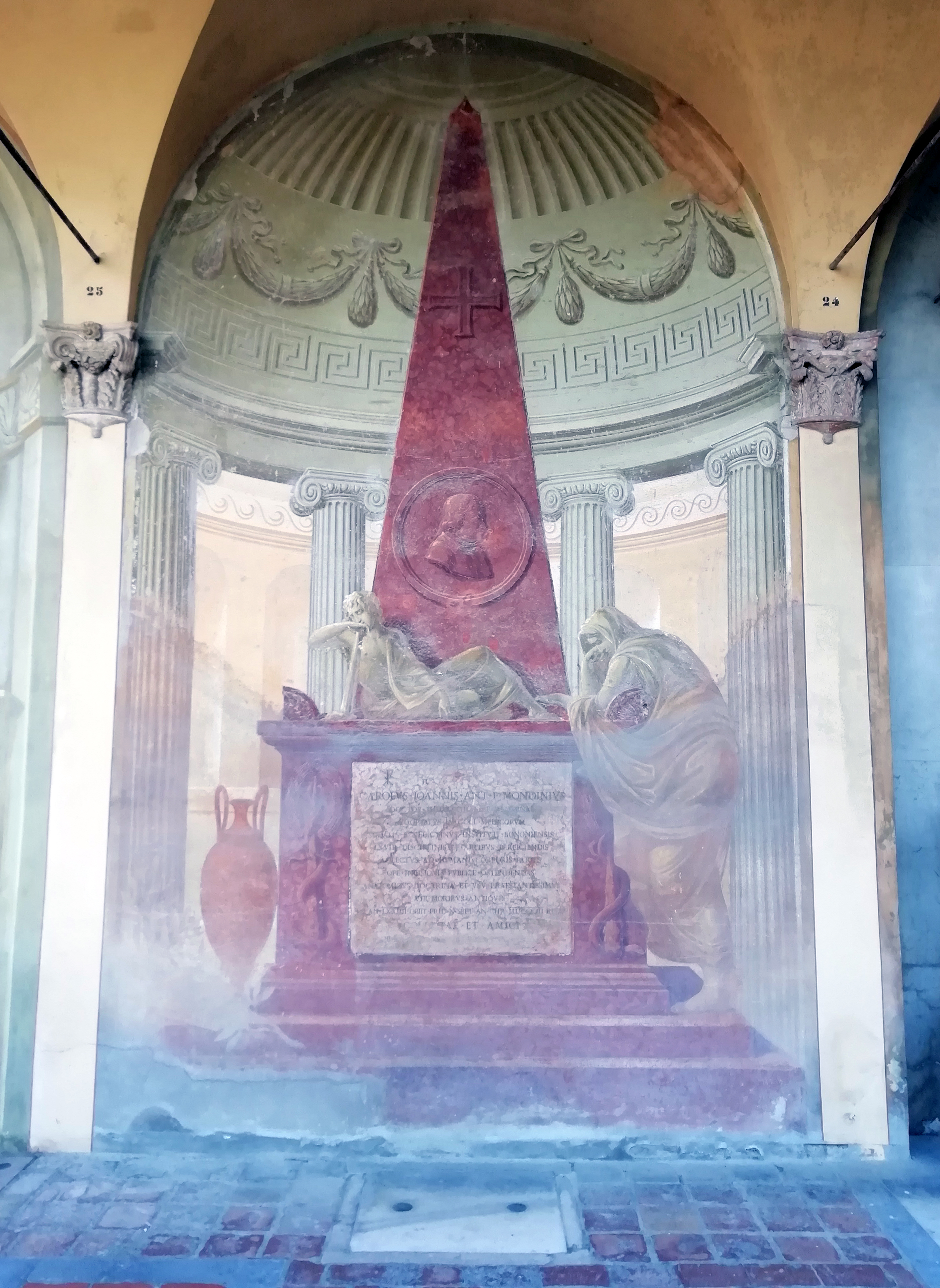
Monument à Carlo Mondini.

- Monumenta Inlustriora Coemeterii Bononiensis, recueil de dessins, 1813, Palais de l'Archiginnasio[2] ;
- Monumento di Giuseppe Cacciari, peinture murale, Santini, Petronio Rizzi et Petronio Fancelli, vers 1802, cimetière monumental de la Chartreuse de Bologne[3] ;
- Monumento di Carlo Mondini, peinture murale, Bartolomemo Valiani et Petronio Rizzi, vers 1803, cimetière monumental de la Chartreuse de Bologne[4] ;
- Monumento di Girolamo Legnani, peinture murale, Petronio Rizzi et Giuseppe Tadolini, vers 1806, cimetière monumental de la Chartreuse de Bologne[5].